# ردلندز (کالیفرنیا)
ردلندز (به انگلیسی: Redlands) شهری در شهرستان سن برناردینو، کالیفرنیا ایالت کالیفرنیا است که در سرشماری سال ۲۰۱۰ میلادی، ۶۸۷۴۷ نفر جمعیت داشته است. دانشگاه ردلندز ( به انگلیسی: University of Redlands) در این شهر واقع شده است.

## نگارخانه

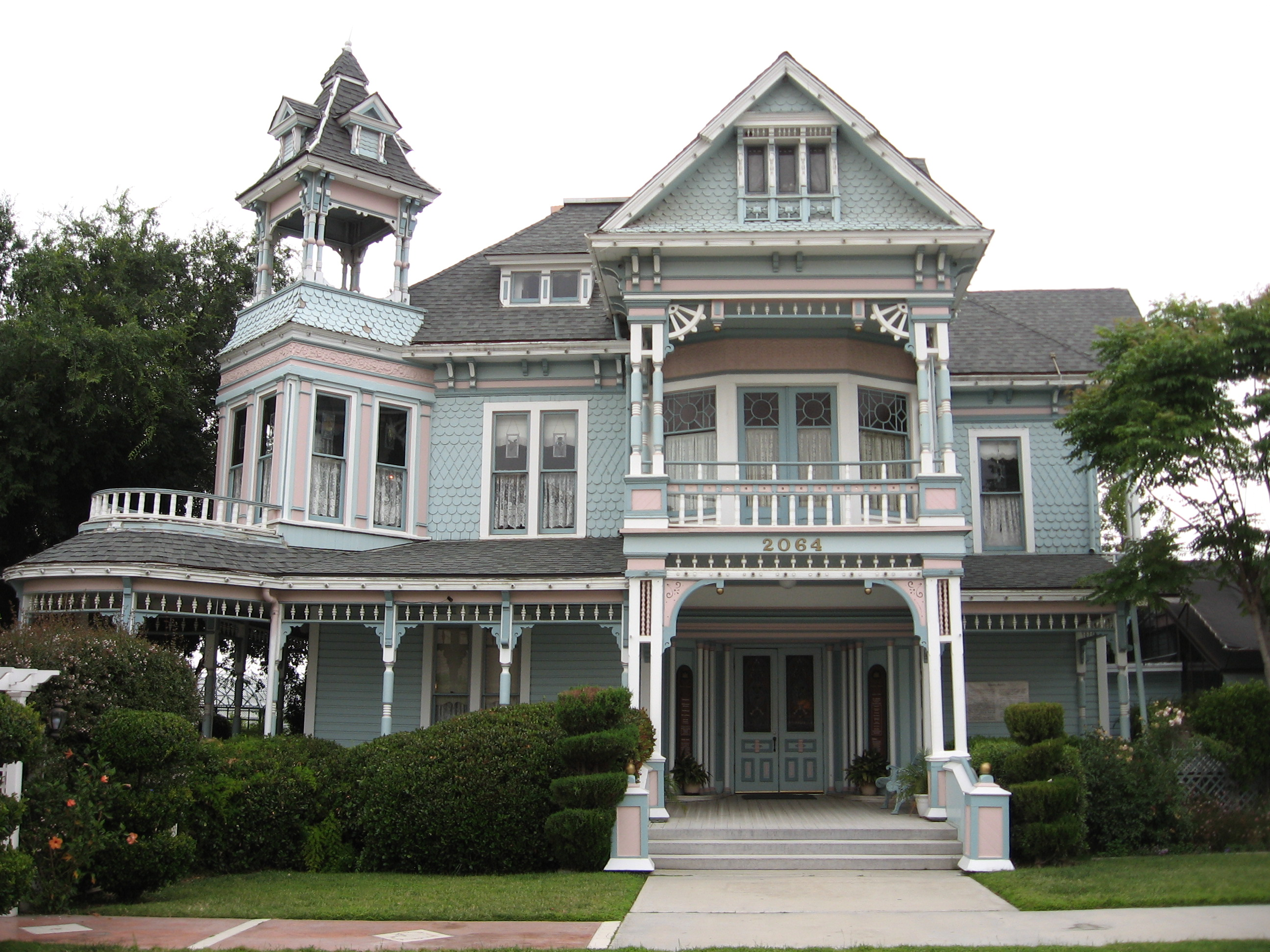
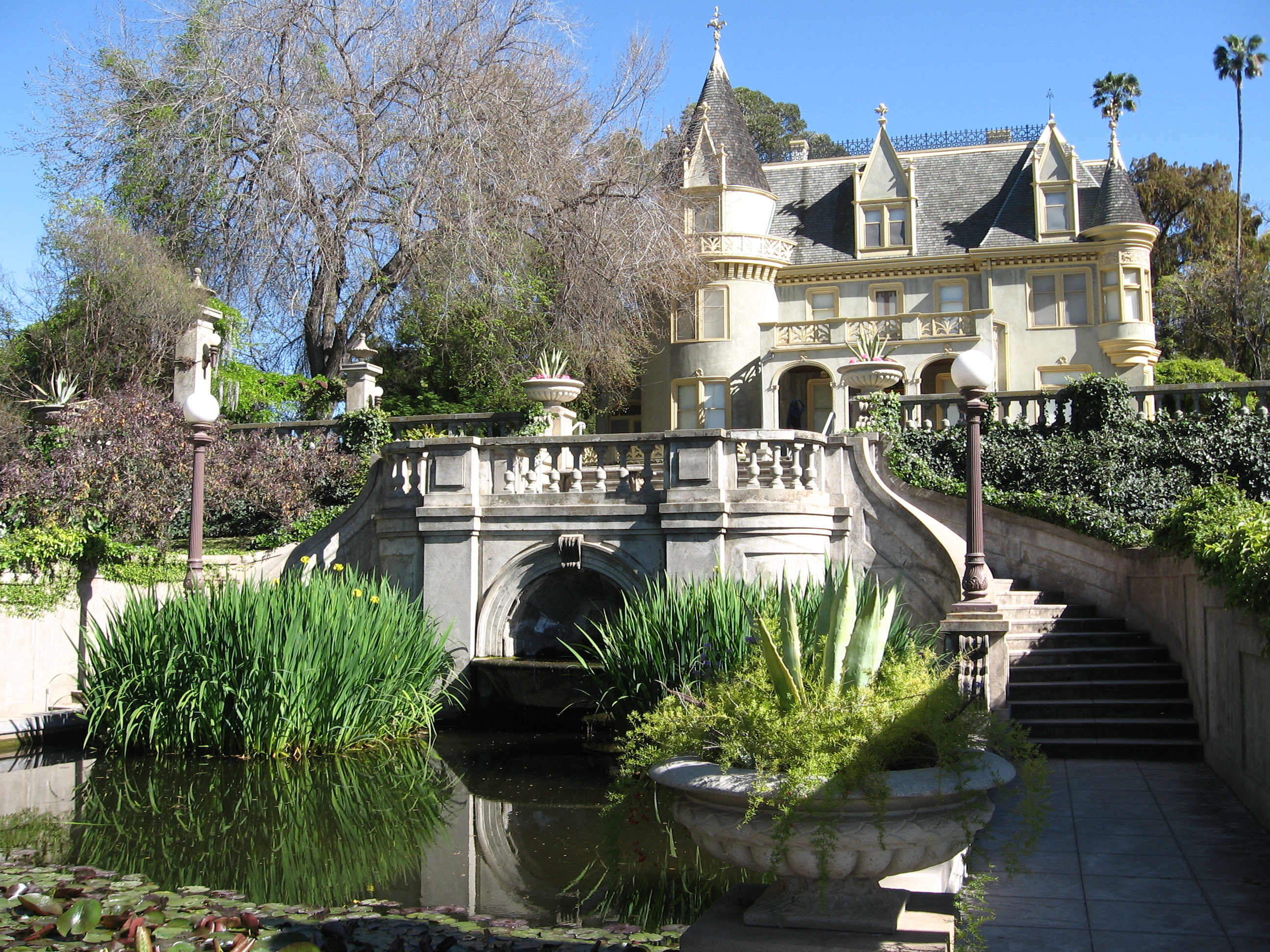
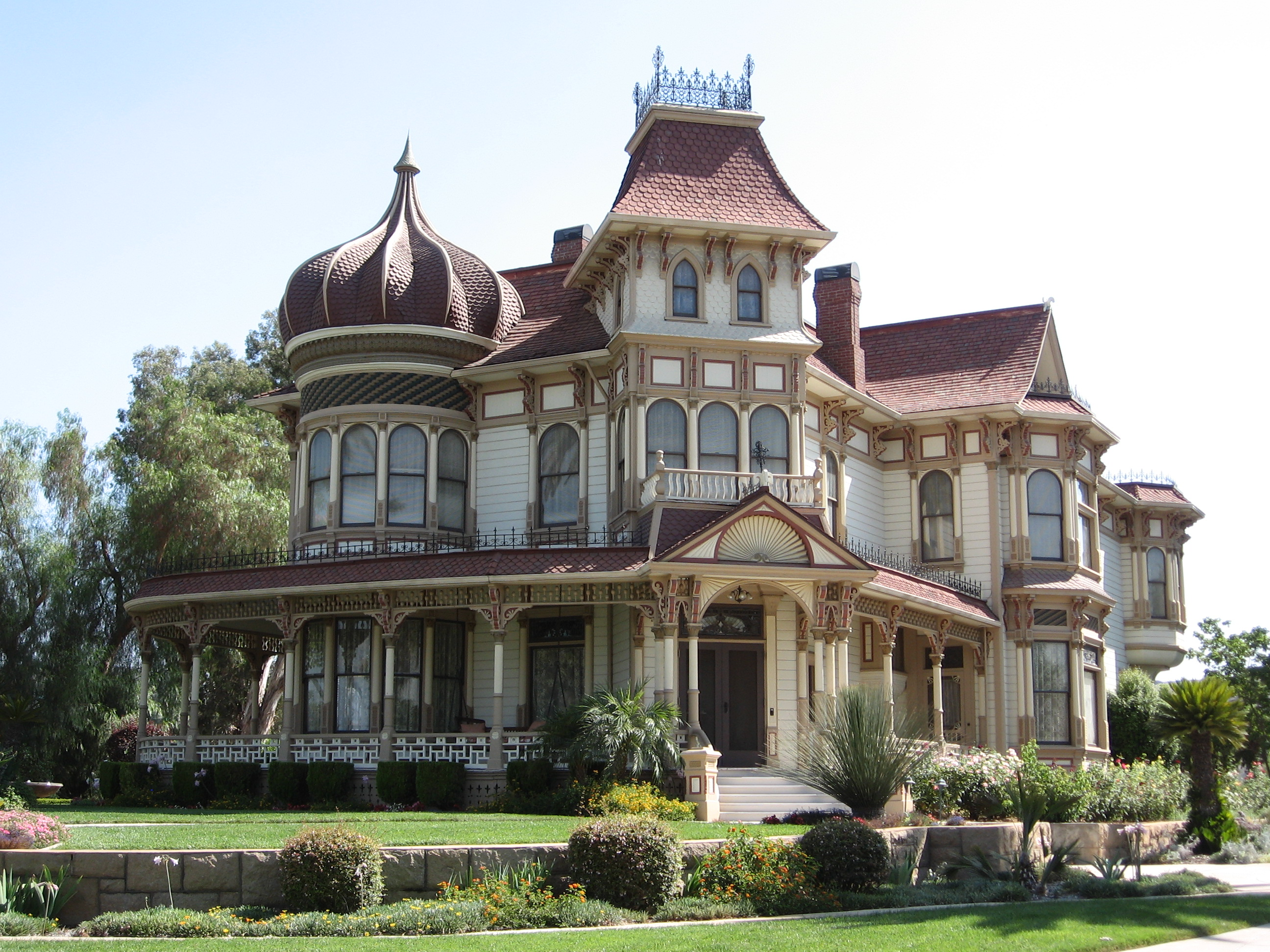